# Pterisanthes
Pterisanthes é um género botânico pertencente à família Vitaceae.

## Espécies
- Pterisanthes beccariana
- Pterisanthes brevipedicellata
- Pterisanthes caudigera
- Pterisanthes cissioides
- Pterisamthes coriacea

1. ↑  «Pterisanthes — World Flora Online». www.worldfloraonline.org. Consultado em 19 de agosto de 2020